# Diocesi di Dresda-Meißen

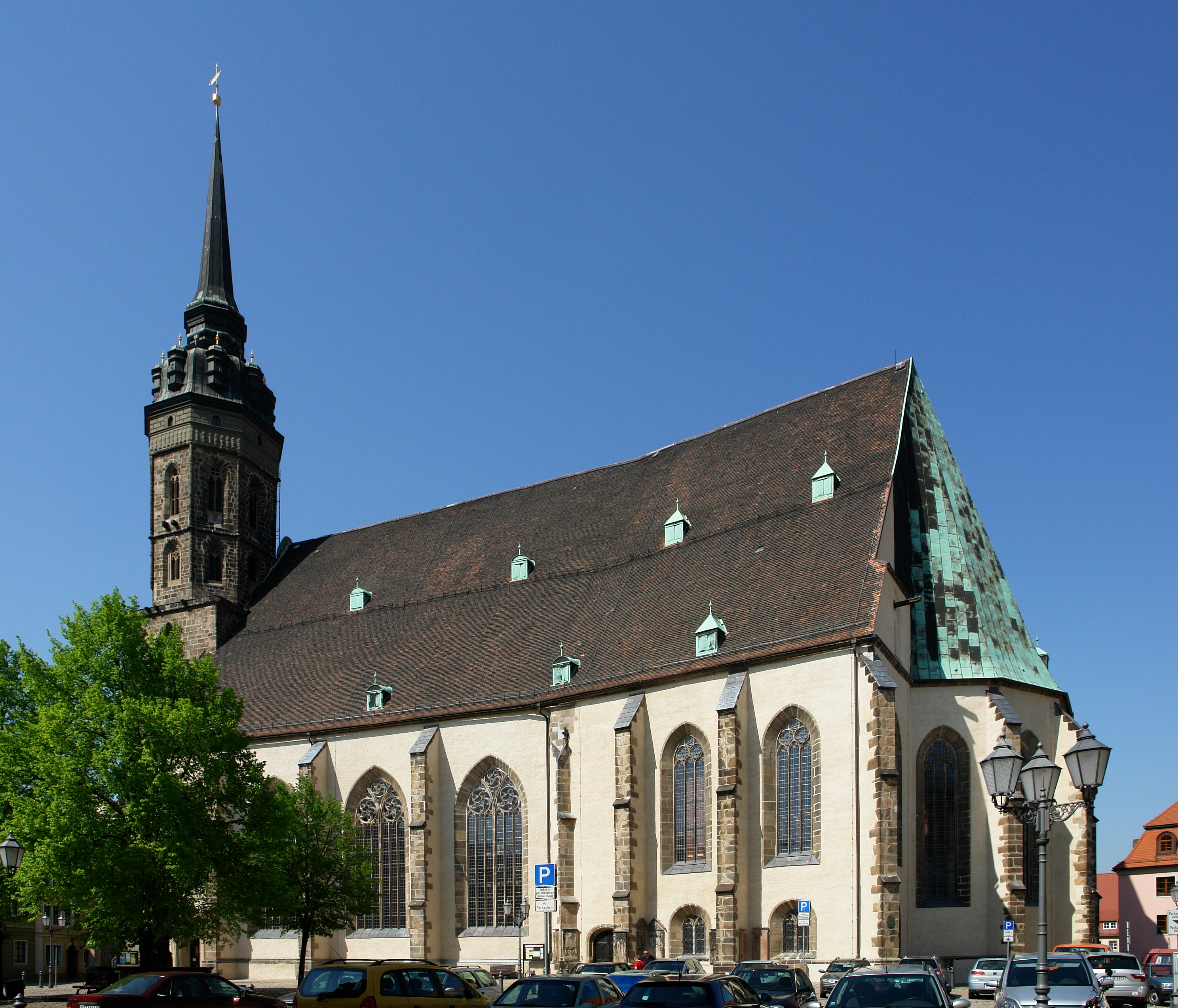
La concattedrale di San Pietro a Bautzen.

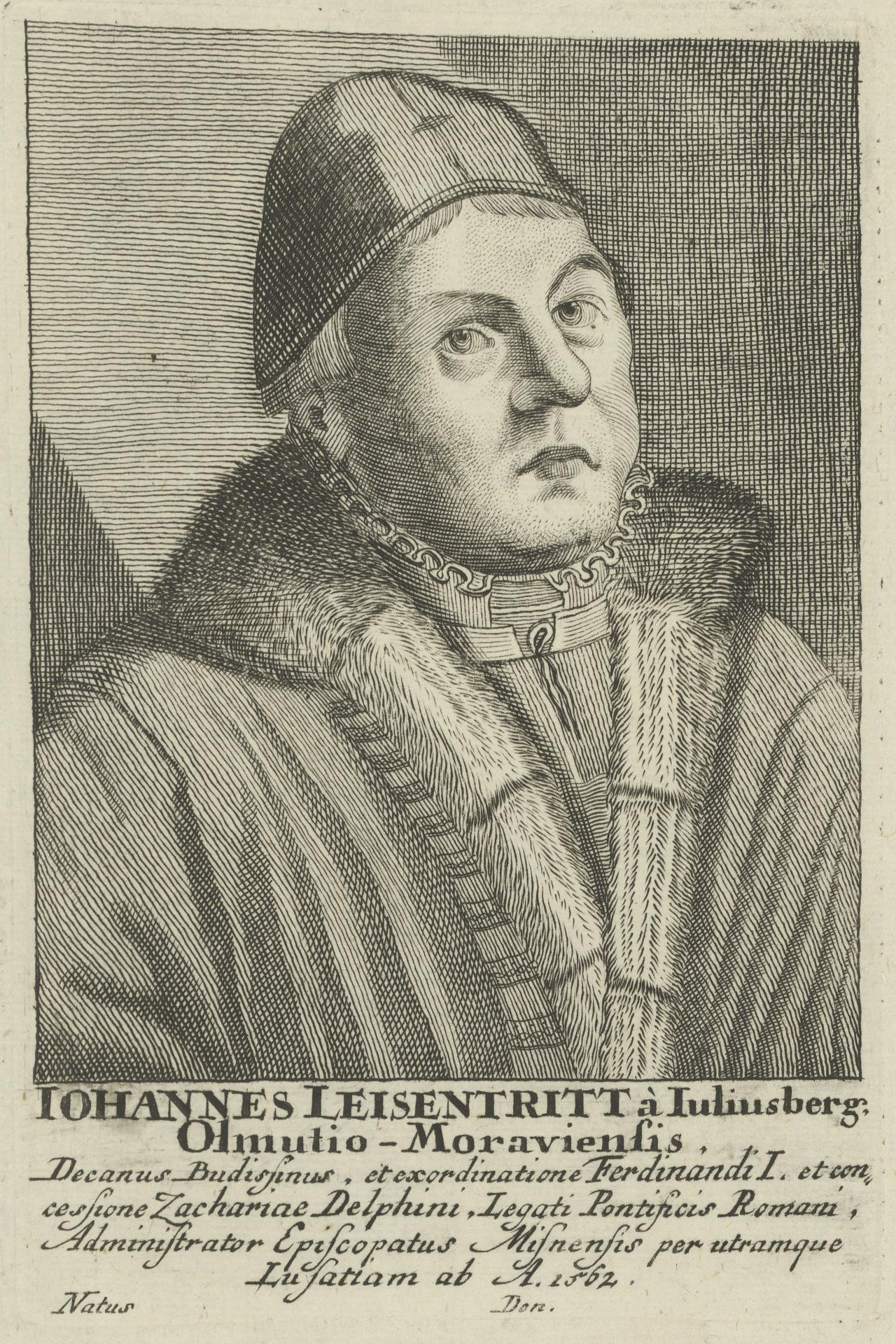
Johann Leisentrit, primo prefetto apostolico.

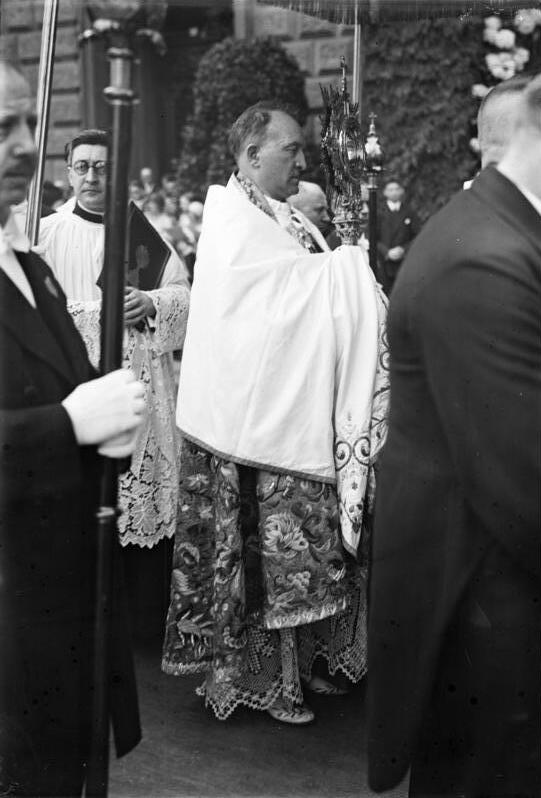
Il vescovo Christian Schreiber (1921-1930).

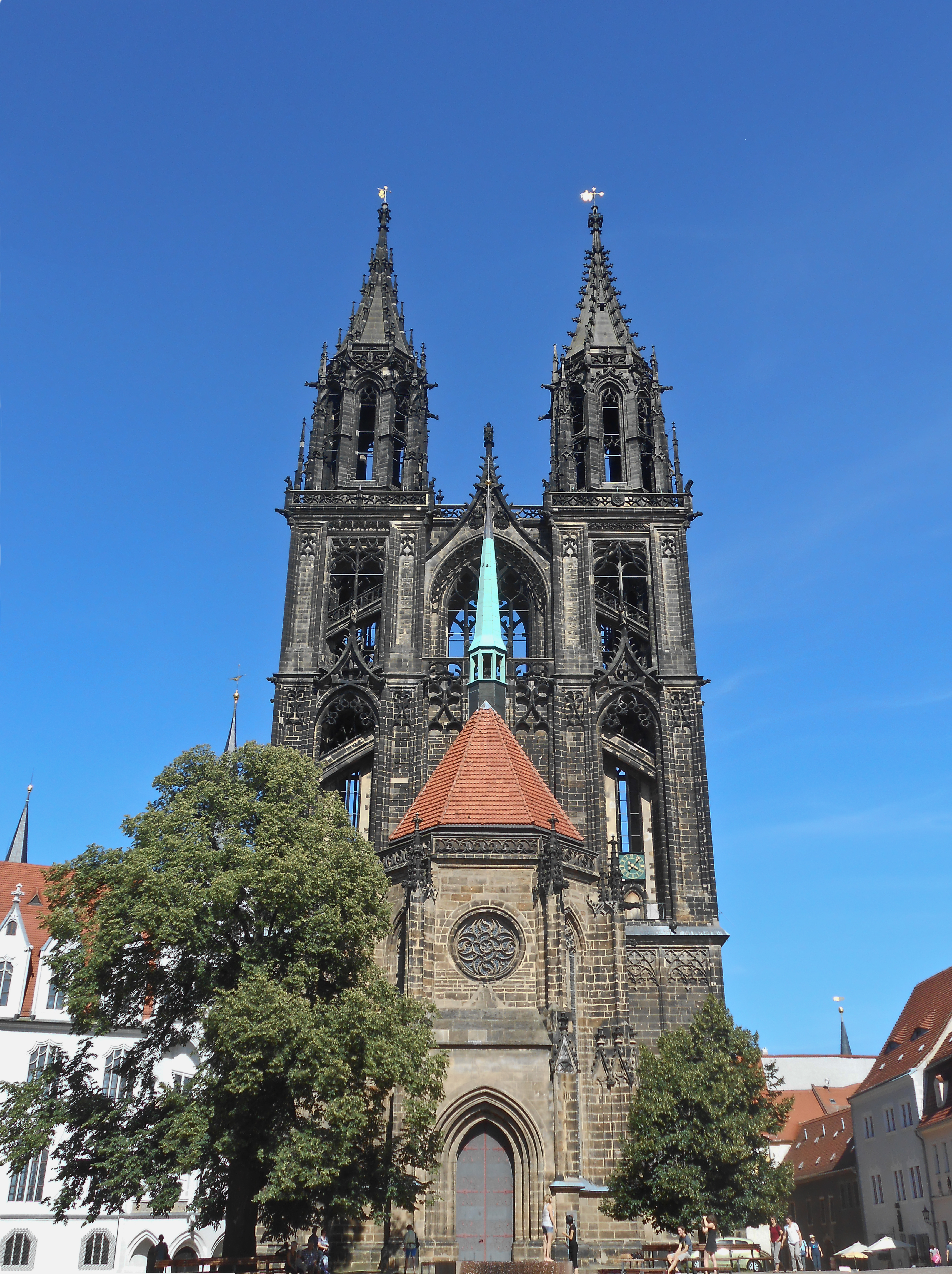
Il Meißner Dom, o Duomo di Meißen, antica cattedrale cattolica della diocesi di Meißen, oggi appartiene alla Chiesa evangelica tedesca.

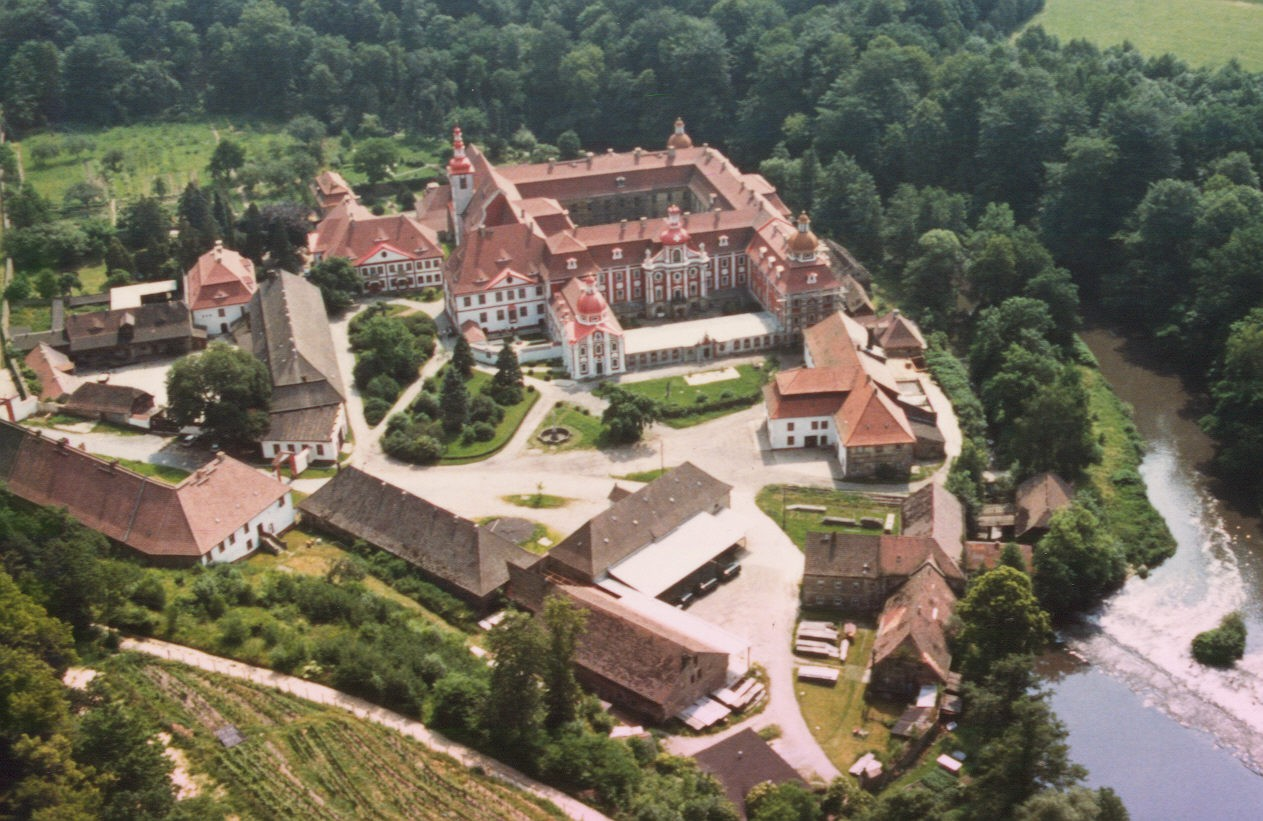
L'abbazia cistercense di Marienthal.

La diocesi di Dresden-Meißen (in latino Dioecesis Dresdensis-Misnensis) è una sede della Chiesa cattolica in Germania suffraganea dell'arcidiocesi di Berlino. Nel 2021 contava 139269 battezzati su 4085026 abitanti. È retta dal vescovo Heinrich Timmerevers.

## Territorio
La diocesi comprende quasi per intero il bundesland della Sassonia e una porzione della Turingia orientale (il vicariato di Gera) nell'est della Germania.
Sede vescovile è la città di Dresda, dove si trova la cattedrale della Santissima Trinità. A Bautzen sorge la concattedrale di San Pietro.
A Wechselburg si erge la basilica minore della Santa Croce.
Il territorio si estende su 16934 km² ed è suddiviso in 37 parrocchie, raggruppate in 8 decanati: Bautzen, Chemnitz, Dresda, Gera, Lipsia, Meißen, Plauen e Zwickau.

## Storia
La fondazione della diocesi di Meißen si deve alle istanze dell'imperatore Ottone I, dopo che egli ebbe definitivamente sconfitto gli ungari nella battaglia di Lechfeld (10 agosto 955). La decisione ultima fu presa da papa Giovanni XIII nel sinodo di Ravenna del 967, dove furono contestualmente erette anche le diocesi di Merseburg e di Zeitz, che assieme a quella di Meißen costituirono la provincia ecclesiastica dell'arcidiocesi di Magdeburgo.
Primo vescovo di Meißen fu il benedettino Burcardo, monaco dell'abbazia di Sant'Emmerano di Ratisbona, consacrato dall'arcivescovo Adalberto di Magdeburgo.
La Chiesa cattolica fu travolta però dalla riforma protestante e la diocesi fu soppressa. L'ultimo vescovo in comunione con la Santa Sede fu Johann von Haugwitz, che si dimise nell'ottobre del 1581. Già nel 1559 aveva affidato la cura pastorale dei fedeli rimasti cattolici a Johann Leisentrit, decano del capitolo della collegiata di Bautzen. Von Haugwitz morì nella fede protestante il 26 maggio 1595.
Nel 1567 Roma riconobbe le funzioni del Leisentrit, ed istituì la prefettura apostolica di Lusazia; sede del prefetto apostolico era la città di Bautzen, dove si trovava la collegiata di San Pietro. Importanti centri rimasti fedeli al cattolicesimo furono le due abbazie cistercensi femminili di Marienthal e di Marienstern. La giurisdizione dei prefetti apostolici si estendeva anche alle parrocchie della Boemia che avevano fatto parte della diocesi di Meißen.
A partire dal 1753 ai prefetti apostolici fu concessa la dignità episcopale, diventando contestualmente vescovi titolari.
Il 16 luglio 1821, in forza della bolla De salute animarum di papa Pio VII, la prefettura apostolica cedette la porzione della Lusazia in territorio prussiano a vantaggio della diocesi di Breslavia (oggi arcidiocesi).
Dal 1831 la prefettura fu retta, in qualità di amministratori apostolici, dai vicari apostolici della Sassonia.
Nel 1910 in Lusazia sono censiti poco più di 41.000 cattolici distribuiti su 18 parrocchie.
Il 24 giugno 1921 con la bolla Sollicitudo omnium ecclesiarum di papa Benedetto XV la prefettura apostolica fu elevata al rango di diocesi e, incorporando il territorio del soppresso vicariato apostolico di Sassonia, assunse il nome di diocesi di Meißen, immediatamente soggetta alla Santa Sede.
Nel 1972 ha ceduto all'arcidiocesi di Breslavia quella porzione di territorio che dopo la seconda guerra mondiale, a causa della variazione dei confini di Stato, si trovava in Polonia.
Il 15 novembre 1979, in forza del decreto Ad satius animarum della Congregazione per i Vescovi, la sede episcopale fu trasferita da Bautzen a Dresda e la diocesi ha assunto il nome attuale.
Il 27 giugno 1994 la diocesi è entrata a far parte della provincia ecclesiastica dell'Arcidiocesi di Berlino. Contestualmente ha assunto l'attuale fisionomia territoriale con l'erezione delle diocesi di Magdeburgo e di Erfurt.

## Cronotassi dei vescovi
Si omettono i periodi di sede vacante non superiori ai 2 anni o non storicamente accertati.

### Vescovi di Meißen
- Burcardo di Meißen, O.S.B. † (25 dicembre 968 consacrato - 1º luglio 972 deceduto)
- Volkold o Volkrad † (972 - 23 agosto 992 deceduto)
- Eido o Ido, Ägidius † (992 - 20 dicembre 1015 deceduto)
- Eilward o Agilward, Hildward † (18 maggio 1016 consacrato - 23 aprile 1023 deceduto)
- Hukbrecht † (1023 - 5 aprile 1024 deceduto)
- Dietrich † (1024 - 6 aprile circa 1046 6 aprile circa)
  - Eido o Ido † (1040 - 1046) (antivescovo)
- Bruno † (2 luglio 1046 - 13 gennaio 1064 deceduto)
  - Meinward † (1046 - 1051)
- Reiner o Rainer † (1051 - 15 aprile 1066 deceduto)
  - Craft o Krafto † (1066 - 18 giugno 1066 deceduto) (vescovo eletto)
- San Benno von Woldenburg † (1066 - 16 giugno 1106 deceduto)
  - Sede vacante (1106-1108)
- Herwig o Hartwig † (30 maggio 1108 - 27 giugno 1118 deceduto)
- Grambert † (1118 ? - 1125 ?)
- Godebold o Godebald, Gotthold † (1125 - 31 agosto 1140 deceduto)
- Reinward † (1140 - 24 luglio 1146 deceduto)
- Berthold † (1146 ? - 1149 ?)
- Albrecht † (1149 - 1152 deceduto)
- Gerung † (1152 - 20 novembre 1170 deceduto)
- Martin † (27 novembre 1170 - 17 luglio 1190 deceduto)
- Dietrich von Kittlitz † (1191 - 29 agosto 1208 deceduto)
- Bruno von Porstendorf † (1209 - 1228 dimesso)
- Heinrich † (dicembre 1228 - 24 giugno 1240 deceduto)
- Konrad von Wallhausen † (1240 - 6 gennaio 1258 deceduto)
- Albrecht von Mutzschen † (5 febbraio 1258 - 1º agosto 1266 deceduto)
- Withego von Kamenz o Witticho † (1266 - 6 marzo 1293 deceduto)
- Bernhard von Kamenz † (1293 - 12 ottobre 1296 deceduto)
- Albrecht von Leisnig † (1297 - 2 marzo 1312 deceduto)
- Withego von Colditz o Witticho † (5 aprile 1312 - 26 luglio 1342 deceduto)
  - Wilhelm † (1312 - 1314) (antivescovo)
- Johann von Isenburg † (1342 - 4 gennaio 1370 deceduto)
  - Dietrich von Schönberg † (29 maggio 1370 - 1370 deceduto) (vescovo eletto)
- Konrad von Kirchberg-Wallhausen (13 novembre 1370 - 26 maggio 1375 deceduto)
  - Dietrich † (1370 - 1373) (antivescovo)
- Johann von Jenstein † (4 luglio 1375 - 19 marzo 1379 nominato arcivescovo di Praga)
- Nikolaus Ziegenbock, O.P. † (19 marzo 1379 - 11 febbraio 1392 deceduto)
- Johann von Kittlitz und zu Baruth † (2 settembre 1392 - 1º dicembre 1398 dimesso)
- Thimo von Colditz † (12 dicembre 1398 - 26 dicembre 1410 deceduto)
- Rudolf von der Planitz † (11 marzo 1411 - 23 maggio 1427 deceduto)
- Johann Hoffmann † (10 settembre 1427 - 12 aprile 1451 deceduto)
- Caspar von Schönberg † (9 giugno 1451 - 31 maggio 1463 deceduto)
- Dietrich von Schönberg † (18 agosto 1463 - 12 aprile 1476 deceduto)
- Johann von Weißenbach † (19 giugno 1476 - 1º novembre 1487 deceduto)
- Johann von Saalhausen † (8 febbraio 1488 - 10 aprile 1518 deceduto)
- Johann von Schleinitz † (5 luglio 1518 - 13 ottobre 1537 deceduto)
- Johann von Maltitz † (13 ottobre 1537 succeduto - 30 novembre 1549 deceduto)
- Nicolaus von Carlowitz o Karlowitz † (14 luglio 1550 - 1555 deceduto)
- Johann von Haugwitz † (25 ottobre 1555 - ottobre 1581 dimesso)
  - Sede soppressa

### Prefetti apostolici di Lusazia
- Johann Leisentrit † (22 agosto 1559 - 24 novembre 1586 deceduto)
- Gregor Leisentrit † (13 dicembre 1586 - 23 maggio 1594 deceduto)
- Christoph Blöbel † (15 agosto 1594 - 4 febbraio 1609 deceduto)
- August Wiederin von Ottersbach † (25 febbraio 1609 - 27 giugno 1620 deceduto)
- Gregor Kathmann von Maurugk † (9 luglio 1620 - 3 maggio 1644 deceduto)
- Johann Hasius von Lichenfeld † (13 settembre 1644 - 28 febbraio 1650 deceduto)
- Martin Saudrius von Sternfeld † (2 aprile 1650 - 1655 dimesso)
- Bernhard von Schrattenbach, O.Cist. † (1655 - 26 febbraio 1660 deceduto)
- Christophorus Johannes Reinheld von Reichenau † (11 maggio 1660 - 25 aprile 1665 deceduto)
- Peter Franz Longinus von Kieferberg † (4 luglio 1665 - 11 novembre 1675 deceduto)
- Martin Ferdinand Brückner von Brückenstein † (6 maggio 1676 - 1º febbraio 1700 deceduto)
- Matthäus Joseph Ignaz Vitzki † (2 dicembre 1700 - 23 giugno 1713 deceduto)
- Martin Bernhard Just von Friedenfeld † (7 febbraio 1714 - 9 giugno 1721 deceduto)
- Johann Joseph Ignaz Freyschlag von Schmidenthal † (4 novembre 1721 - 2 marzo 1743 deceduto)
- Jakob Johann Joseph Wosky von Bärenstamm † (4 aprile 1743 - 3 dicembre 1771 deceduto)
- Carl Laurenz Cardona † (27 gennaio 1772 - 25 agosto 1773 deceduto)
- Martin Nugk von Lichtenhoff † (17 gennaio 1774 - 21 giugno 1780 deceduto)
- Johann Joseph Schüller von Ehrenthal † (9 ottobre 1780 - 14 settembre 1794 deceduto)
- Wenzel Kobaltz † (15 maggio 1795 - 2 maggio 1796 deceduto)
- Georg Franz Lock † (22 maggio 1801 - 7 settembre 1831 deceduto)
  - Sede amministrata dai vicari apostolici della Sassonia (1831-1841)
- Matthäus Kutschank † (20 gennaio 1842 - 19 dicembre 1844 deceduto)
  - Sede amministrata dai vicari apostolici della Sassonia (1846-1920)

### Vescovi di Meißen (sede restaurata)
- Christian Schreiber † (12 agosto 1921 - 13 agosto 1930 nominato vescovo di Berlino)
- Conrad Gröber † (13 gennaio 1931 - 21 maggio 1932 nominato arcivescovo di Friburgo in Brisgovia)
- Petrus Legge † (9 settembre 1932 - 9 marzo 1951 deceduto)
- Heinrich Wienken † (9 marzo 1951 succeduto - 19 agosto 1957 dimesso[5])
- Otto Spülbeck † (20 giugno 1958 - 21 giugno 1970 deceduto)
- Gerhard Schaffran † (12 settembre 1970  - 15 novembre 1979)

### Vescovi di Dresda-Meißen
- Gerhard Schaffran † (15 novembre 1979 - 1º agosto 1987 ritirato)
- Joachim Friedrich Reinelt (2 gennaio 1988 - 20 febbraio 2012 ritirato)
- Heiner Koch (18 gennaio 2013 - 8 giugno 2015 nominato arcivescovo di Berlino)
- Heinrich Timmerevers, dal 29 aprile 2016

## Statistiche
La diocesi nel 2021 su una popolazione di 4.085.026 persone contava 139.269 battezzati, corrispondenti al 3,4% del totale.
| anno | popolazione | popolazione | popolazione | presbiteri | presbiteri | presbiteri | presbiteri                | diaconi | religiosi | religiosi | parrocchie |
| anno | battezzati  | totale      | %           | numero     | secolari   | regolari   | battezzati per presbitero | diaconi | uomini    | donne     | parrocchie |
| ---- | ----------- | ----------- | ----------- | ---------- | ---------- | ---------- | ------------------------- | ------- | --------- | --------- | ---------- |
| 1950 | 592.531     | 6.042.219   | 9,8         | 331        | 293        | 38         | 1.790                     |         | 38        | 761       | 93         |
| 1970 | 351.670     | 5.178.526   | 6,8         | 321        | 271        | 50         | 1.095                     |         | 55        | 518       | 122        |
| 1980 | 274.500     | 5.217.000   | 5,3         | 283        | 241        | 42         | 969                       |         | 45        | 357       | 145        |
| 1990 | 248.000     | 4.900.000   | 5,1         | 240        | 203        | 37         | 1.033                     | 1       | 40        | 264       | 147        |
| 1999 | 181.113     | 4.385.000   | 4,1         | 255        | 197        | 58         | 710                       | 5       | 61        | 209       | 146        |
| 2000 | 181.048     | 4.375.000   | 4,1         | 252        | 198        | 54         | 718                       | 5       | 60        | 194       | 146        |
| 2001 | 179.360     | 4.359.000   | 4,1         | 250        | 198        | 52         | 717                       | 5       | 58        | 193       | 145        |
| 2002 | 179.715     | 4.337.000   | 4,1         | 244        | 193        | 51         | 736                       | 7       | 56        | 187       | 145        |
| 2003 | 174.747     | 4.297.000   | 4,1         | 238        | 190        | 48         | 734                       | 5       | 53        | 187       | 123        |
| 2004 | 145.755     | 4.300.000   | 3,4         | 237        | 187        | 50         | 615                       | 6       | 57        | 183       | 121        |
| 2006 | 146.806     | 4.305.000   | 3,4         | 233        | 185        | 48         | 630                       | 11      | 54        | 129       | 109        |
| 2013 | 141.264     | 4.276.000   | 3,3         | 223        | 177        | 46         | 633                       | 11      | 54        | 54        | 97         |
| 2016 | 142.046     | 4.291.000   | 3,3         | 218        | 170        | 48         | 651                       | 10      | 55        | 136       | 97         |
| 2019 | 141.717     | 4.097.028   | 3,5         | 213        | 169        | 44         | 665                       | 10      | 49        | 121       | 81         |
| 2021 | 139.269     | 4.085.026   | 3,4         | 193        | 155        | 38         | 721                       | 14      | 44        | 119       | 37         |